# Нікола Кассіо
Нікола Кассіо (італ. Nicola Cassio, 9 липня 1985) — італійський плавець.
Учасник Олімпійських Ігор 2008 року.